# Cantone di Le Neubourg
Il Cantone di Le Neubourg è una divisione amministrativa dell'arrondissement di Évreux, dell'arrondissement di Bernay e dell'arrondissement di Les Andelys.
A seguito della riforma approvata con decreto del 25 febbraio 2014, che ha avuto attuazione dopo le elezioni dipartimentali del 2015, è passato da 24 a 44 comuni.

## Composizione
I 24 comuni facenti parte prima della riforma del 2014 erano:
- Bérengeville-la-Campagne
- Canappeville
- Cesseville
- Crestot
- Criquebeuf-la-Campagne
- Crosville-la-Vieille
- Daubeuf-la-Campagne
- Écauville
- Ecquetot
- Épégard
- Épreville-près-le-Neubourg
- Feuguerolles
- Hectomare
- Houetteville
- Iville
- Marbeuf
- Le Neubourg
- Saint-Aubin-d'Écrosville
- Le Tremblay-Omonville
- Le Troncq
- Venon
- Villettes
- Villez-sur-le-Neubourg
- Vitot

Dal 2015 i comuni appartenenti al cantone sono i seguenti 44:
- Bacquepuis
- Bérengeville-la-Campagne
- Bernienville
- Brosville
- Canappeville
- Cesseville
- Crestot
- Criquebeuf-la-Campagne
- Crosville-la-Vieille
- Daubeuf-la-Campagne
- Écauville
- Ecquetot
- Émanville
- Épégard
- Épreville-près-le-Neubourg
- Feuguerolles
- Graveron-Sémerville
- Le Gros-Theil
- Hectomare
- Hondouville
- Houetteville
- Iville
- Mandeville
- Marbeuf
- Le Mesnil-Fuguet
- Le Neubourg
- La Pyle
- Quittebeuf
- Sacquenville
- Saint-Aubin-d'Écrosville
- Saint-Martin-la-Campagne
- Saint-Meslin-du-Bosc
- Saint-Nicolas-du-Bosc
- Sainte-Colombe-la-Commanderie
- Le Tilleul-Lambert
- Tournedos-Bois-Hubert
- Tourneville
- Le Tremblay-Omonville
- Le Troncq
- Venon
- Villettes
- Villez-sur-le-Neubourg
- Vitot
- Vraiville